# Pairfam
| pairfam-Logo | |
| Leitung:     | Josef Brüderl (Sprecher), Sonja Drobnič, Karsten Hank, Bernhard Nauck, Franz J. Neyer, Sabine Walper |
| Panelbeginn: | 2008                                                                                                 |
| Laufzeit:    | 14 Jahre                                                                                             |
| Orte:        | Universität Bremen, Universität München, Universität Jena, Universität Köln                          |
| Website:     | www.pairfam.de                                                                                       |

Pairfam (/peə(r)fam/, Kurzform für Panel Analysis of Intimate Relationships and Family Dynamics) ist eine repräsentative, multidisziplinäre Längsschnittstudie zur Erforschung der partnerschaftlichen und familialen Lebensformen in der Bundesrepublik Deutschland.

## Geschichte
Die auf 14 Jahre angelegte Längsschnittstudie startete 2008 mit einer Ausgangsstichprobe von etwa 12.400 bundesweit zufällig ausgewählten Personen der Geburtsjahrgänge 1971–73, 1981–83 und 1991–93. Diese sogenannten Ankerpersonen werden in jährlichem Abstand wiederholt befragt (Kohorten-Sequenz-Design). Parallel dazu werden in jedem Jahr die Partner der Ankerpersonen sowie ab der zweiten Befragungswelle auch deren Eltern bzw. Stiefeltern und im Haushalt lebende Kinder in die Befragung einbezogen (Multi-Actor-Design). Das pairfam-Projekt bietet mit diesem Design ein weltweit einzigartiges Potenzial zur Analyse der Entwicklung von Paar- und Generationenbeziehungen in unterschiedlichen Lebensphasen.
Seit Mai 2010 wird pairfam als Langfristvorhaben durch die Deutsche Forschungsgemeinschaft (DFG) gefördert. 2010 wurde pairfam als neues Forschungsdatenzentrum (FDZ pairfam) des Rates für Sozial- und Wirtschaftsdaten (RatSWD) akkreditiert. Die Befragungen werden durch Kantar Public (Standort München) durchgeführt.

## Forschungsziele
Das Frageprogramm von pairfam besteht aus jährlich zu erhebenden Kernmodulen und rotierenden Vertiefungsmodulen, deren Fokus auf Merkmale der Partnerschaftsentwicklung und gestaltung, der Familiengründung und -erweiterung, der intergenerationalen Beziehungen, des Erziehungsverhaltens und der kindlichen Entwicklung sowie der sozialen Einbettung gerichtet ist. Die Befragung erfasst auch zahlreiche Aspekte aus anderen Lebensbereichen wie der Freizeitgestaltung, Erwerbstätigkeit, Gesundheit, Persönlichkeit, Religiosität und der Einbindung in soziale Netzwerke. Einige Merkmale werden nur einmalig erfasst (Extramodule). Die Befragungsprogramme für Ankerpersonen, Partner, (Stief-)Eltern und Kinder unterscheiden sich in Umfang und Inhalt voneinander, sind jedoch in Bezug auf die thematischen Schwerpunkte weitgehend identisch. Die in den jeweiligen Erhebungswellen erfassten Themenmodule sowie die dafür eingesetzten Variablen sind in entsprechenden Übersichten und Codebüchern umfassend dokumentiert.

## Organisatorische Struktur
Das Beziehungs- und Familienpanel pairfam ist ein Kooperationsprojekt der Universität Bremen, der Ludwig-Maximilians-Universität München (LMU), der Friedrich-Schiller-Universität Jena und der Universität zu Köln. Für die Leitung der Studie sind Josef Brüderl (Sprecher), Bernhard Nauck, Sabine Walper, Franz Josef Neyer und Karsten Hank verantwortlich. Das Projekt wird von einem international besetzten Beirat beraten und begleitet. Darüber hinaus besteht im Rahmen des Projekts „Demographic Differences in Life-Course Dynamics in Eastern and Western Germany“ (DemoDiff) eine Kooperation mit dem Max-Planck-Institut für demografische Forschung (MPIDR) in Rostock. Die im Verlauf des DemoDiff-Projekts erhobenen Daten der ostdeutschen Zusatzstichprobe (Ankerpersonen und deren Partner) sind im Scientific-Use-File von pairfam enthalten.

## Datenzugang
Die aufbereiteten und anonymisierten Daten stehen der Fachöffentlichkeit für wissenschaftliche Analysen zur Verfügung. Zum aktuellen Zeitpunkt (Stand Juni 2019) ist der umfassend dokumentierte Scientific-Use-File der ersten zehn Erhebungswellen (Release 10.0) für SPSS und Stata (jeweils als deutsch- und englischsprachige Version) sowie die Daten der ostdeutschen Zusatzstichprobe (DemoDiff) erhältlich. An speziell gesicherten Arbeitsplätzen in den Universitäten Bremen, München, Köln und Jena besteht Zugang zu einem um zahlreiche kleinräumige Regional-Indikatoren erweiterten Datensatz, um kontextbezogene Analysen durchzuführen. Bei der Verwendung der pairfam-Daten sind entsprechende Zitationsvorgaben zu berücksichtigen. Für Auskünfte zum Datenbezug sowie zur Datennutzung steht der pairfam-Nutzerservice zur Verfügung.

## Veranstaltungen
In regelmäßigen Abständen werden Nutzerkonferenzen veranstaltet, auf denen aktuelle Befunde auf Grundlage der Pairfam-Daten vorgestellt und diskutiert werden. Außerdem finden Workshops statt, in denen grundlegende Kenntnisse bezüglich des Aufbaus und des Umgangs mit Pairfam-Daten sowie der Auswertung der Daten vermittelt werden. Bei themenspezifischen Fachtagungen kommen Wissenschaftler aus Deutschland und anderen Ländern zusammen, um über neue Ergebnisse und Entwicklungen zu diskutieren. Seit 2013 werden alle zwei Jahre wissenschaftliche Analysen auf Basis der Daten des Beziehungs- und Familienpanels mit Preisen (Pairfam Awards) gewürdigt. Das Preisgeld wird von Kantar Public gestiftet.